# 4.1 Miles
4.1 Miles ist ein Kurz-Dokumentarfilm über einen Kapitän der griechischen Küstenwache, der vor der Insel Lesbos damit konfrontiert wird, tausende von Flüchtlingen zu retten, die versuchen, während der europäischen Flüchtlingskrise über das Ägäische Meer zu fliehen. Die Regie des Films führte Daphne Matziaraki.

## Inhalt
Kyriakos Papadopoulos kontrolliert als Kapitän der Küstenwache von Lesbos aus die 4,1 Meilen breite Passage zwischen der Insel und dem türkischen Festland. Während früher nur einige Routine-Checks notwendig waren, werden Kyriakos und seine zehn Kollegen im Jahr 2015 beinahe stündlich gerufen, um Flüchtlinge in der Ägäis vor dem Ertrinken zu retten.
Die griechische Journalistin Daphne Matziaraki begleitete ihn und seine Mannschaft am 28. Oktober 2015.

## Veröffentlichung
Der Film wurde im September 2016 auf der Website NYTimes.com im Rahmen der Op-Docs veröffentlicht, dem Forum des Nachrichtenblattes für kurze, oppositionelle Dokumentationen.

## Auszeichnungen
- 2016: 43rd Annual Student Film Awards – Bester Dokumentarfilm (Gold)
- 2017: 89th Academy Awards – Bester Dokumentar-Kurzfilm (nominiert)[4]